# Emin Göksan
Emin Göksan (* 1927 in Edremit, Provinz Balıkesir; † 18. Dezember 2007 in Istanbul) war ein türkischer Admiral, der zuletzt von 1986 bis 1988 Oberkommandierender der Marine (Türk Deniz Kuvvetleri) war.

## Leben
Göksan trat nach dem Schulbesuch 1945 in die Marineschule (Deniz Harp Okulu) ein und schloss diese am 1947 als Fähnrich zur See (Asteğmen) ab. Danach folgten Verwendungen als Offizier auf verschiedenen Zerstörern sowie anderen Einheiten der Marine. Nach Beendigung seiner Ausbildung zum Stabsoffizier an der Marineakademie (Deniz Harp Akademisi) 1960 wurde er Kommandant des Zerstörers TCG Giresun sowie nach weiteren Verwendungen Kommodore der I. Zerstörer-Flottille.
Nach seiner Beförderung zum Flottillenadmiral (Tuğamiral) wurde Göksan 1971 zunächst Militärattaché an der Botschaft im Vereinigten Königreich, anschließend Kommandeur der Rückwärtigen Verbände sowie danach Chef des Stabes des Flottenkommandos (Donanma Komutanlığı). 1975 erfolgte seine Beförderung zum Konteradmiral (Tümamiral) und Ernennung zum Befehlshaber der Nördlichen Einsatzgruppe (Kuzey Görev Grup Komutanlığı) im Marinestützpunkt Gölcük, einem zum Flottenkommando gehörenden Verband. Danach war er Kommodore des Kriegsschiffgeschwaders (Harp Filosu) sowie Befehlshaber des Marineausbildungskommandos (Deniz Eğitim Komutanlığı).
1979 wurde Göksan zum Vizeadmiral (Koramiral) befördert und war zunächst stellvertretender Chef des Generalstabes für Militärgeschichte und strategische Studien sowie im Anschluss Oberkommandierender des für die Marineverbände im Mittelmeer und im Ägäischen Meer zuständigen Regionalkommandos Süd (Güney Deniz Saha Komutanlığı). Nach seiner Beförderung zum Admiral (Oramiral) am 30. August 1983 wurde er Oberkommandierender des Flottenkommandos.
Zuletzt wurde Admiral Göksan am 22. August 1986 Nachfolger von Admiral Zahit Atakan als Oberkommandierender der Marine (Deniz Kuvvetleri Komutanı) und blieb bis zum 22. August 1988 in diesem Amt. Er wurde daraufhin von Admiral Orhan Karabulut abgelöst und trat in den Ruhestand. Göksan war verheiratet und Vater zweier Kinder.